# Afvandingsområde
Et afvandingsområde eller vandopland er det område, hvorfra nedbør løber til et givet vandløb, en sø, et hav eller lignende. Grænserne mellem afvandingsområder kaldes vandskel. Arealet af et vandløbs afvandingsområde er vandløbets afvandingsareal.
Afvandingsområder bestemmes på to måder:
1. Ved deres topografiske opland, hvor det er terrænets overflade (hældning mod en bestemt vandstrøm), der lægges til grund.[1] Afgrænsningen mellem to afvandingsområder vil i sådanne tilfælde nødvendigvis følge bjergkæder og andre højderygge.
2. Ved deres grundvandsopland, hvor det er grundvandets strømme, der lægges til grund.[1]

Der kan være sammenfald, men også forskelle, mellem de to afgrænsningsmåder. Med hensyn til topografiske vandskel kan der inden for disse være større og mindre lavninger uden afløb.

## Afvandingens kendetegn
Et afvandingsområde får tilført vand i form af nedbør. Nedbøren kan have flere former: regn, dug, hagl eller sne.
I den første periode med regn vil vanddråberne fugte jordoverfladen og vegetationen. Dette kaldes interseption.
Beroende på de stedlige forhold kan vegetationen (planter, buske og træer) tage 20 % eller mere af nedbøren.
Nedbøren kan enten blive liggende på jordoverfladen (fx som vandpytter eller sne), trænge ned i jordbunden, eller fordampe.
Hvis nedbøren kommer som en kortvarig byge, vil en forholdsvis stor del under høje temperaturer fordampe igen. Ved større regnmængder vil jordbunden modtage nedsynkende vand (jordbunden siges at blive infiltreret) beroende på, om jorden allerede er vandmættet eller ej.
En del af vandet vil løbe af på jordoverfladen. I begyndelsen dannes små vandpytter, og vandet kan rende videre fra pyt til pyt og finde vej til en bæk, å eller flod. Hvor stor en del af vandet, som løber af på jordoverfladen, vil afhænge af jordbundens beskaffenhed, og om den er vandmættet eller ej. Med vandmættet menes her, at jordbunden har optaget så meget vand, som den har kapacitet til.
Styrken af nedbøren har også betydning.
Jorden kan opmagasinere vand i et markvandsmagasin, og når dette er opfyldt, går vandet videre ned gennem jordbunden til grundvandet. Afgivelsen af vand fra markvandsmagasinet ned til grundvandet kaldes perkolation. Nedbøren bidrager til en vandstrøm i grundvandet, og dette vil i næste omgang føre til udsivning til bække og åer.

### Infiltration
Jordbundens infiltrationsevne måles i mm/minut, altså mm nedbør som hvert minut kan transporteres i materialet. Sand har den højeste infiltrationsevne, lerjord den laveste, mens lerblandet sand har en middel infiltrationsevne. Dette skyldes størrelsen af de mellemrum, der forekommer mellem sandkornene henholdsvis lerkornene. Infiltrationsevnen vil falde fra begyndelsen af regnvejret til senere. I sand vil infiltrationsevnen i begyndelsen kunne være 12 mm/minut, men efter 3 timer er den reduceret til 8 mm/minut. Infiltrationsevnen er nemlig afhængig af hvor fugtig (mættet), jorden allerede er. Nogle forhold, som påvirker infiltrationsevnen, er:
- Tekstur
- Struktur
- Porøsitet
- Vandindhold
- Vegetation
- Indholdet af organisk materiale
- Temperatur
- Omdannelsesgrad

### Indstrømnings- og udstrømningsområder
I et afvandingsområde foregår der altså vandtransport både på jordoverfladen og i jorden som grundvand. I afvandingsområdet vil det være varierende hvor meget vand, som løber af på overfladen, og hvor meget, som ender i grundvandet. Områder, som ligger i højden og langt fra vandløb, kaldes for indstrømningsområder. Her sker en vedvarende nedsynkning af vand ned i jorden. I områder længere nede vil der være en kontinuerlig vandstrøm ud fra grundvandet; disse kaldes udstrømningsområder. I udstrømningsområder vil vandet fra bakken løbe sammen med vandet på jordoverfladen. Vådområder og moser er eksempler på udstrømningsområder. Uden nedbør eller snesmelting er det grundvandet, som giver bidrag til vand i vandløb og søer.

## Afvandingsområdernes rangorden
Et afvandingsområde til et hav består af afvandingsområderne for de vandløb, som udmunder i dette hav. På samme måde består afvandingsområdet for en flod af alle afvandingsområderne til dennes bifloder, og lignende gælder for åer og bække. Afvandingsområderne kan altså siges at danne en rangorden, et hierarki, hvor afvandingsområderne for de større vandløb omfatter afvandingsområderne for de mindre vandløb, som udmunder i det.

### Grænsen mellem et afvandingsområde og et andet
Alle punkter på jordoverfladen tilhører et afvandingsområde. I afvandingsområdet sker en tilførsel, transport og akkumulering af vand. Et centralt begreb for at bestemme et afvandingsområde er vandskellet. Dette omslutter hele afvandingsområdet og udgøres af de højdedrag, som danner grænsen mellem et afvandingsområde og et andet. I et punkt, som tilhører vandskellet, vil tangenten til højdekurverne stå vinkelret på vandskellet. Dette skyldes, at vandet altid løber den mindste modstands vej.
Som nævnt ovenfor vil vandet fra regn delvist løbe af på jordoverfladen og delvist synke ned i jorden og danne grundvand. Den del af regnvandet, som når grundvandet, vil på sin videre færd følge hældningen af grundvandsspejlet, som vil være bestemt af jordens struktur (lagdeling m.m.). Langs højdepunkterne for grundvandsspejlet opstår grundvandsskellet, som er analogt med vandskellet for regnvand.

### Dræneringstæthed
Dræneringstætheden er en karakteristisk størrelse for et afvandingsområde og siger noget om den samlede længde af vandløb i forhold til arealets størrelse. Tætheden fås ved at dividere den samlede længde af vandløb med arealet for afvandingsområdet. I afvandingsområder, hvor meget vand transporteres som grundvand, vil det være få vandløb. Dræneringstætheden siger noget om områdets beskaffenhed og behov for overfladedrænering via vandløb.

### Beskrivelsesmåder
For at beskrive afvandingsområdet kan man anvende forskellige metoder. De vigtigste er oro-hydrografiske kort og hypsografiske kurver.
Oro-hydrografiske kort er en kartografisk fremstilling af vandløb og terrænforhold, herunder vandskel. Oro-hydrografiske kort anvendes for at danne sig overblik over landskabelige betingelser for natur- og kulturbetingede forhold.
For at beskrive et afvandingsområde kan anvendes en hypsografisk kurve, som beskriver højdeforholdene i området. Der laves et kort, som viser den procentvise del af arealet i afvandingsområdet, som har en vis højde over havet eller afvandingsområdets udløb. Hypsografiske kurver er indtegnede på denne type af kort. Sådanne kort anvendes for analyser og modelleringer af processer, hvor højden har betydning, dette kan være ting som har med snesmelting, fordampning og nedbør at gøre.

### Beskaffenhed og fysiske forhold
Størrelsen og formen på afvandingsområder er vigtige hydrologiske størrelser. De bestemmer blandt andet (sammen med nedbørsmængden) vandføringen i vandløb.
Afstrømningen fra et område og dermed vandføringen i vandløbeme tilhørende dette, bestemmes af en række forhold og karakteristika. Igen er nedbørfeltets størrelse af stor betydning, desto mindre felt desto hurtigere afstrømning ved nedbør. Et stort afvandingsområde, som strækker sig over områder med højfjeld (koldere klima), søer, moser og jordbund af uens beskaffenhed, vil opmagasinere mere vand. Vandløb i et sådant afvandingsområde vil have jævnere vandføring, fordi magasinet udjævner afløbet. Hældningen af området bestemmer vandets hastighed. Vegetation bestemmer graden af fordampning og infiltration. Jordbundens beskaffenhed bestemmer kemiske stoffer i vandet samt opholdstiden for vandet.

## De største afvandingsområder
Amazonfloden i Sydamerika har med 6.144.727 km2 jordens største afvandingsareal, hvilket betyder, at denne flod afvander ca. en tredjedel af denne verdensdels areal. Efter størrelsen af afvandingsområdet følger derefter Congofloden i Afrika og Mississippi-floden i USA. Det største afvandingsområde i Europa er knyttet til Volga.
I Danmark er Gudenåens afvandingsområde med sine 2.643 km2 det største afvandingsareal. Gudenåen afvander knap 13% af Nørrejyllands areal (syd for Limfjorden og nord for Kongeåen).

### Nogle eksempler
- Floderne med de største afvandingsområder på verdensbasis er
  - Amazonas (6.144.727 km2),
  - Congo (3.730.500 km2) og
  - Nilen (3.254.600 km2).

- De største i Europa er
  - Volga (1.411.000 km2),
  - Donau (795.690 km2) og
  - Dnepr (504.000 km2).